# 星際鈍胎
《星際鈍胎》（英語：Twinkle Twinkle Little Star），是1983年邵氏出品的一部香港科幻喜劇電影，由章國明執導，鍾楚紅、伊雷、盧大偉等主演。電影以女主角被外星人擄走作為故事背景，拍攝手法糅合了西方和香港本地視覺特技效果的技術。本片獲提名第3屆香港電影金像獎最佳電影歌曲。

## 背景
1980年代初香港電影界受影響於1977年荷里活電影《星球大戰》的全球熱潮，開始開拍大型特技處理的電影。繼嘉禾電影於1982年邀請荷里活特技人員拍攝超大型特技製作《新蜀山劍俠》後，邵氏電影公司花費更大預算，專門成立特技組並購置當年最先進的特技拍攝器材，製作了邵氏電影首部特技作品《星際鈍胎》。

## 角色
| 演員   | 角色   | 備註                               |
| 鍾楚紅 | 李天珍 | 漂亮性感的無知少女，曾被外星人擄走 |
| 伊雷   | 伊電   | 失敗的私家偵探                     |
| 盧大偉 | 郭公子 | 富家公子                           |
| 梁天   | 盧博士 | 太空研究所的博士                   |
| 譚天南 | 孔倫布 |                                    |
| 車保羅 |        | 交通警                             |
| 劉一帆 |        | 交通警                             |
| 馮峰   | 戴二龍 |                                    |
| 西瓜刨 |        | 鄉民                               |
| 羅浩楷 |        | 售貨員                             |
| 井淼   | 郭父   |                                    |
| 夏萍   | 老板娘 |                                    |
| 許英秀 | 老板   |                                    |

## 電影歌曲
| 歌名           | 演唱者 | 作曲   | 填詞   |
| 〈白金升降機〉 | 陳潔靈 | 鮑比達 | 林振強 |

## 獎項
| 年份 | 頒獎典禮            | 獎項         | 獲提名                                                | 結果 |
| ---- | ------------------- | ------------ | ----------------------------------------------------- | ---- |
| 1984 | 第3屆香港電影金像獎 | 最佳電影歌曲 | 〈白金升降機〉 主唱：陳潔靈 作曲：鮑比達 填詞：林振強 | 提名 |

## 軼事
- 1983年中秋節前，《星際鈍胎》於台灣上映。可惜因為票房慘淡，於台北的戲院僅僅上演了5天即被腰斬[2]。